# Suore di Sant'Anna di Tiruchirappalli
Le Suore di Sant'Anna di Tiruchirappalli (in inglese Sisters of St. Anne) sono un istituto religioso femminile di diritto pontificio: le suore di questa congregazione pospongono al loro nome la sigla S.A.T.

## Storia
Le origini dell'istituto risalgono alla congregazione delle suore dell'Immacolata Concezione, avviata nel 1858 dal gesuita Alexis Canoz, vescovo missionario del Madurai, e destinata alle vedove; nel 1865 Canoz fuse le suore dell'Immacolata con l'altra congregazione che aveva istituito per il lavoro missionario, le suore dell'Addolorata, e ne affidò la direzione alle religiose francesi della Società di Maria Riparatrice, giunte in India nel 1860.
Nel 1876 le suore della Società di Maria Riparatrice tornarono in patria e nel 1877 Canoz separò il ramo delle vedove dalla congregazione dell'Addolorata, dando loro il nome di suore di Sant'Anna: la direzione dell'istituto fu affidata al gesuita Arnauld Pinsolle, considerato fondatore dell'istituto. Nel 1923 le suore di Sant'Anna iniziarono ad ammettere nella congregazione anche le non vedove.
L'istituto ricevette il pontificio decreto di lode il 17 dicembre 1977.

## Attività e diffusione
Le suore lavorano in asili, scuole, orfanotrofi, dispensari, case di riposo e centri di riabilitazione.
Oltre che in India, sono presenti in Iran, in Italia e in Libia; la sede generalizia è a Tiruchirappalli.
Nel 2007 la congregazione contava 1.124 religiose in 187 case.